# Balto (phim)
Balto hay Balto - A dog's journey là một phim hoạt hình/live-action (phim do người đóng) của đạo diễn Simon Wells (từng làm bộ phim Hoàng tử Ai Cập), do hãng Amblin Entertainment sản xuất năm 1995, phát hành bởi Walt Disney Pictures. Bộ phim thuộc thể loại lịch sử, phiêu lưu, dựa trên câu chuyện có thật về chú chó Balto đã dẫn đầu một đoàn chó kéo xe, mang kháng sinh về cứu trẻ em bị dịch bạch hầu ở thị trấn Nome, Alaska vào năm 1925. "Balto" là phim hoạt hình cuối cùng được sản xuất bởi hãng hoạt hình Amblimation của Steven Spielberg. Hai phần tiếp theo của bộ phim được phát hành dưới dạng video là "Balto II: Wolf Quest" (2002) và "Balto III: Wings of Change" (2004). Ở Việt Nam, phim từng được lưu hành dưới dạng băng đĩa với tên "Chú chó Balto".

## Tóm tắt nội dung
Mở đầu phim là cảnh một bà cụ dẫn cháu gái đi dạo quanh công viên Trung tâm ở New York để tìm bức tượng chú chó Balto. Khi hai bà cháu ngồi nghỉ ở ghế đá, bà cụ đã kể cho đứa cháu nghe câu chuyện tuổi thơ của mình. Bối cảnh chuyển từ live-action sang hoạt hình từ đây.
Năm 1925, thị trấn Nome thuộc bang Alaska, Mỹ là một nơi xa xôi hẻo lánh, quanh năm chìm trong băng tuyết. Bấy giờ, phương tiện nhanh nhất và đáng tin cậy nhất của người dân là những xe trượt tuyết do chó kéo. Ở thị trấn Nome, có một chú chó lai sói lang thang tên Balto. Cậu bị cả chó lẫn con người kì thị xa lánh, sống cô đơn cùng ngỗng già Boris và hai con gấu bắc cực Muk & Luk. Ngỗng già Boris gần như là một người cha đối với Balto, ông luôn khuyên nhủ cậu tránh xa khỏi những rắc rối nhưng bản tính bướng bỉnh của Balto ít khi chịu nghe theo lời khuyên ấy. Trong cuộc đua chó hằng năm của thị trấn, Balto đã liều mạng chạy ra đường đua, lấy lại chiếc mũ cho Rosy - chủ của Jenna, cô chó Husky mà Balto thầm yêu. Rosy muốn cảm ơn Balto nhưng bị cha mình ngăn cản vì sợ con chó lai sói có thể cắn cô bé. Mặc cảm và tủi thân, Balto còn bị sỉ nhục bởi Steele - con chó Husky kéo xe nổi tiếng của thị trấn, và đàn em của hắn.
Không lâu sau, dịch bệnh bạch hầu ập đến thị trấn Nome, nhiều đứa trẻ rơi vào cảnh thập tử nhất sinh, trong đó có cô bé Rosy. Bác sĩ đã hết thuốc kháng sinh đặc trị (antitoxin) do bệnh nhân quá đông, bão tuyết lại đang hoành hành, khiến mọi đường vận chuyển thuốc như đường hàng không, đường biển, đường xe lửa, đều bị vô hiệu hóa. Văn phòng thống đốc ở Juneau đánh điện tín cho Nome, thông báo rằng sẽ gửi thuốc đến thị trấn Nenana bằng xe lửa. Nome phải dùng chó kéo xe để mang thuốc về. Thị trấn Nome quyết định tổ chức cuộc đua tìm kiếm những con chó kéo xe giỏi nhất, thành lập một đội chó chở thuốc kháng sinh về từ Nenana, cách Nome 600 dặm. Đội chó của Steele chiến thắng và được chọn nhưng khi lấy thuốc trở về, đội chó bị lạc. Thấy thị trấn Nome dần mất hi vọng cứu sống bọn trẻ bị bệnh, Balto quyết định lên đường tìm lại đội chó chở kháng sinh. Ngỗng Boris cùng hai chú gấu bắc cực Muk và Luk đi theo giúp đỡ Balto. Giữa chặng đường, cả nhóm bị gấu tấn công, Jenna (vẫn âm thầm đi theo Balto từ lúc rời thị trấn) đã xông ra cứu Balto kịp thời nhưng sau đó bị thương nặng. Balto nhờ Boris, Muk và Luk đưa Jenna trở về Nome chữa trị, bản thân cậu sẽ đi tiếp một mình. Jenna tặng Balto khăn quàng cổ của cô, hi vọng nó sẽ làm cậu cảm thấy ấm áp hơn. Trước khi chia tay, ngỗng Boris nói với Balto: "Một con chó không thể hoàn thành chuyến đi này một mình, nhưng... một con sói thì có thể." (A dog can not make this journey alone, but... maybe a wolf can)
Trên đường đi, Balto dùng móng cào vỏ cây để đánh dấu đường về. Cuối cùng, cậu tìm thấy đội chó chở kháng sinh dưới một thác nước đóng băng. Cậu cố gắng thuyết phục Steele để cậu đem thuốc về trước nhưng hắn từ chối và đánh Balto rất dã man. Trong lúc hai con chó giằng co, Steele cắn khăn quàng trên cổ Balto làm chiếc khăn tuột ra. Steel mất đà ngã xuống vực nhưng không chết. Những con chó kéo xe còn lại đồng loạt nhường cho Balto làm đội trưởng, dẫn tất cả quay về Nome. Steele phá rối họ bằng cách đánh dấu đường sai vị trí, khiến đội kéo xe lạc đến bờ vực, Balto và thùng thuốc bị ngã xuống vực sâu. Kiệt sức và đau đớn, Balto bắt đầu mất hi vọng đem kháng sinh quay về, cậu nằm khóc dưới đáy vực. Bỗng một con sói trắng (linh hồn của mẹ Balto) đã hiện ra, hú lên những tràng dài để nhắc nhở cậu về dòng máu sói mạnh mẽ bên trong mình. Nhờ thế, Balto gượng dậy, kéo được thùng thuốc lên khỏi vực và tiếp tục chỉ huy đội chó trở về Nome. Để tránh bị lạc đường lần nữa, Balto đã sử dụng khả năng đánh hơi, đưa cả đội đi đúng hướng.
Trong khi đó, Steele trở về Nome trước nhờ dấu chỉ đường của Balto, bịa chuyện với những con chó khác và Jenna rằng Balto và cả đội chó kéo xe đã chết. Jenna quyết không tin, cô biết chắc Balto còn sống nên đã đem một ngọn đèn bão lên đỉnh đồi tuyết, làm tín hiệu soi đường cho cậu quay lại. Thời gian trôi qua, đúng lúc thị trấn và ba người bạn thân của Balto gần như tuyệt vọng, Balto đã dẫn đầu đội chó kéo xe mang thuốc về thành công. Steele bị phát hiện là kẻ dối trá, hèn nhát và bị tất cả đồng loại xa lánh. Sau khi được tiêm kháng sinh kịp thời, Rosy cùng những trẻ em ở Nome khỏi bệnh bạch hầu, Jenna và Balto đoàn tụ với nhau. Balto từ một chú chó lang thang, nay đã trở thành anh hùng của mọi người.
Kết thúc câu chuyện, phim lại chuyển từ hoạt hình về phim do người đóng. Bà già kể câu chuyện chính là cô bé Rosy năm xưa. Khi tìm thấy bức tượng Balto trong công viên Trung tâm, hai bà cháu cùng tưởng niệm chú chó anh hùng và chặng đường dài mà đội chó đã vượt qua, nhờ lòng dũng cảm, sự trung thực và trí thông minh. Trước khi ra về, bà đã nói với bức tượng: "Cảm ơn Balto. Ta đã không thể sống sót nếu không có ngươi." (Thank you, Balto. I would have been lost without you.)

## Nhân vật
Balto
Lồng tiếng: Kevin Bacon
Nhân vật chính diện của bộ phim, một chú chó lai sói lông xám, sống lang thang ở thị trấn Nome. Cha của Balto thuộc giống Husky, mẹ là con sói trắng tên Aniu. Vì dòng máu lai, Balto luôn bị cả con người, chó và sói ghét bỏ, cậu thực sự không biết mình thuộc về nơi đâu. Niềm đam mê của Balto là theo dõi những cuộc đua chó của Nome và ước sẽ có ngày trở thành chó kéo xe. Trong phim, Balto là nhân vật duy nhất có thật trong lịch sử, còn lại chỉ là nhân vật hư cấu.
Boris
Lồng tiếng: Bob Hoskins
Một con ngỗng Nga lớn tuổi, chăm sóc cho Balto từ bé. Ông khá nhút nhát, hay cằn nhằn và không thích bị lâm vào rắc rối nhưng sẵn sàng ở bên Balto mỗi khi cần. Boris từng nói ông sẽ không bao giờ theo đàn ngỗng khác di cư về phương Nam, cho đến khi Balto đủ khôn lớn để "tự đứng trên bốn chân của mình." Boris còn được coi là chú nuôi của anh em gấu Bắc Cực Muk và Luk.
Muk và Luk
Lồng tiếng: Phil Collins
Hai anh em gấu bắc cực sống cùng Balto và Boris, rất sợ nước và không biết bơi nên bị đồng loại xa lánh. Boris nhận xét rằng tuy hoàn cảnh của Balto và Muk, Luk giống nhau nhưng tính cách hai bên lại khác nhau như nước với lửa. Trong hành trình đi tìm đội chó chở thuốc bị lạc, khi Balto bị gấu tấn công và rơi xuống một hồ nước đóng băng, Muk và Luk đã liều mình lao xuống hồ cứu bạn, từ đó chúng tự nhiên biết bơi.
Jenna
Lồng tiếng: Bridget Fonda
Cô chó Husky lông màu nâu đỏ, rất duyên dáng, xinh đẹp và mạnh mẽ. Cô rất mến Balto, vì thế luôn phớt lờ những lời chế nhạo về cậu. Sau khi nghe Steele nói dối là Balto đã chết, Jenna bác bỏ điều đó và cầm đèn bão đi lên đỉnh đồi, chiếu đèn vào những mảnh vỡ thủy tinh màu, tạo thành cực quang hiện trên vách núi (đây là trò chơi mà Balto đã dạy cô). Dấu hiệu ấy đã soi đường cho Balto và đội chó kéo xe quay về.
Rosy
Lồng tiếng: Juliette Brewer
Người thủ vai Rosy lúc già: Miriam Margolyes
Cô chủ nhỏ của Jenna, một đứa trẻ tốt bụng, nhân hậu. Cô bé là người duy nhất trong thị trấn đối xử tốt với Balto mà không chút kì thị. Rosy là động lực mạnh nhất thôi thúc Balto đem kháng sinh về cứu thị trấn Nome. Sau này, khi đã thành một bà già, Rosy đã kể cho cháu gái mình nghe về Balto. Chiếc mũ lông mà Balto từng lấy giúp Rosy ở cuộc đua chó năm xưa, giờ được truyền lại cho cháu của cô.
Steele
Lồng tiếng: Jim Cummings
Con chó Husky màu đen trắng, kéo xe giỏi nhất thị trấn Nome. Steele là nhân vật phản diện chính trong phim, một con chó hèn nhát, dối trá, bạo lực, là tình địch của Balto. Hắn luôn muốn chứng tỏ bản thân mình với Jenna và tìm cách bôi xấu Balto. Ngoài mặt, đàn em của Steele lúc nào cũng tỏ ra tôn kính, xun xoe hắn, kì thực bọn chúng luôn nói xấu sau lưng Steele vì ghét hắn. Cuối phim, khi các con chó khác biết Balto đã đem thuốc về thành công, Steele đã bị tẩy chay và ghét bỏ vì những lời khoác lác trước kia của hắn.

## Những lời thoại đáng nhớ trong phim
| “ | Jenna: It's so gloomy down here. Balto: Gloomy? You kiddin'? It's the most beautiful spot in the world. Dogs travel for years just to be right here. Jenna: I can't see why. Balto: That's 'cause you're looking at the bowl half empty. See, this is the polar ice caps. (pushes a pile of broken bottles) Jenna: Balto, those are broken bottles, and they're not half empty, they're "all" empty. Balto: (motioning toward the grate that's overhead) The sun. Jenna: Balto! Balto: And... to the North. Jenna: The Northern Lights! Balto, you were right. It's beautiful. Balto: Yeah, beautiful. - Đây là mẩu đối thoại giữa Balto và Jenna khi cả hai đang nấp dưới gầm nhà ông bác sĩ đang chữa bệnh cho Rosy. Jenna: Dưới này tối tăm quá. Balto: Tối tăm? Cô đùa à? Đây là nơi đẹp nhất trên thế giới. Các chú chó đã đi hàng năm trời chỉ để tới đây. Jenna: Tôi không hiểu. Balto: Bởi vì cô chỉ đang nhìn vào cái chai đầy một nửa thôi. Nhìn này, đây là những mẩu băng Bắc Cực. (đẩy ra một đống mảnh thủy tinh vỡ) Jenna: Balto, đó là những mảnh chai vỡ, chúng không phải đầy một nửa, mà là hoàn toàn rỗng không. Balto: (nhìn ngọn đèn qua tấm lưới chắn trên đầu) Mặt trời. Jenna: Balto! Balto: Và... tới phương Bắc. (những mảnh chai phản chiếu ánh đèn phía trên, tạo thành ánh sáng đủ màu giống như cực quang) Jenna: Bắc cực quang kìa! Balto, anh nói đúng. Đẹp quá! Balto: Phải, đẹp lắm. | ” |

| “       | Let me tell you something, Balto. A dog can not make this journey alone, but maybe a wolf can. (Để tôi nói cho cậu điều này, Balto. Một con chó không thể thực hiện chuyến đi này một mình, nhưng một con sói thì có thể) | ” |
| — Boris | |   |

| “       | Steele's lying. Balto's alive. And he's coming home. (Steele nói dối. Balto còn sống và anh ấy sẽ trở về.) | ” |
| — Jenna | |   |

| “       | Not dog, not wolf, you are hero! (Không phải chó, không phải sói, cậu là một anh hùng!) | ” |
| — Boris |                                                                                         |   |

## Nhạc phim
Toàn bộ nhạc nền trong "Balto" đều do James Horner sáng tác.

Bìa đĩa CD soundtrack phim "Balto"

### Danh sách bản nhạc trong phim theo CD gốc phát hành ởHoa Kỳ
1. "Reach For The Light" (ca khúc chủ đề chính của phim Balto và là bài hát có lời duy nhất). Trình bày: Steve Winwood. (4 phút 24 giây)
2. "Balto's Story Unfolds" (4 phút 40 giây)
3. "The Dogsled Race" (1 phút 41 giây)
4. "Rosy Goes To The Doctor" (4 phút 5 giây)
5. "Boris & Balto" (1 phút 29 giây)
6. "The Journey Begins" (5 phút 6 giây)
7. "Grizzly Bear" (5 phút 23 giây)
8. "Jenna/Telegraphing The News" (2 phút 22 giây)
9. "Steele's Treachery" (4 phút 38 giây)
10. "The Epidemic's Toll" (3 phút 29 giây)
11. "Heritage Of The Wolf" (5 phút 54 giây)
12. "Balto Brings The Medicine!" (4 phút 53 giây)
13. "Reach For The Light" (phiên bản đầy đủ). Trình bày: Steve Winwood. (5 phút 27 giây)

### Lời và lời dịch bài hát "Reach for the light"
| Lời bài hát: Deep in the night The winds blow cold And in a heartbeat The fear takes hold Deep in the storm There's a place that's soft and still Where the road waits to be taken If you only will The voices inside you Can lead your soul astray Believe in what you dream Don't turn away Don't you turn away Reach for the light You might touch the sky Stand on the mountaintop And see yourself flying Reach for the light To capture a star Come out of the darkness And find out who you are Somewhere in time The truth shines through And the spirit knows What it has to do Somewhere in you There's a power with no name It can rise to meet the moment And burn like a flame And you can be stronger Than anything you know Hold on to what you see Don't let it go Don't you let it go Now, there's no turning back When your destiny is calling Listen to the thunder roll And let your heart break free Reach for the light You might touch the sky Stand on the mountaintop And see yourself flying Reach for the light To capture a star Come out of the darkness And find out who you are Reach for the light. | Lời dịch: Sâu thẳm trong đêm, Gió lạnh cuộn thổi, Và trong nhịp đập trái tim Nỗi sợ hãi đang bao trùm. Sâu trong tâm bão Vẫn còn một vùng yên tĩnh, Nơi có con đường đang chờ để khai phá Chỉ cần bạn cố gắng kiếm tìm. Giọng nói bên trong bạn Có thể khiến tâm hồn bạn lạc lối. Hãy tin vào những gì bạn ước ao, Đừng ngoảnh đi, Bạn đừng vội ngoảnh đi nhé. Hãy đi theo ánh sáng, Bạn có thể chạm tới bầu trời, Đứng vững trên đỉnh núi Bạn sẽ thấy mình bay cao. Hãy đi theo ánh sáng, Bạn sẽ nắm bắt cả những vì sao. Hãy ra khỏi bóng tối Và tìm ra bạn thực sự là ai. Lúc này, ở nơi nào đó Một sự thật vẫn sáng bừng soi rọi. Và tâm trí bạn biết rõ Điều gì bạn phải làm. Đâu đó sâu trong con người bạn Là một sức mạnh không tên, Chỉ đợi thời cơ để trỗi dậy Và cháy lên như ngọn lửa. Và bạn có thể trở nên mạnh mẽ Hơn bất cứ điều gì bạn biết. Hãy khắc nghi những gì bạn thấy. Đừng từ bỏ, Bạn đừng từ bỏ nhé. Bây giờ đã không còn đường lui nữa Số mệnh đang kêu gọi bạn Hãy lắng nghe tiếng sấm rền Và để trái tim bạn được tự do. Hãy đi theo ánh sáng, Bạn có thể chạm tới bầu trời, Đứng vững trên đỉnh núi Bạn sẽ thấy mình bay cao. Hãy đi theo ánh sáng, Bạn có thể bắt lấy những vì sao. Hãy ra khỏi bóng tối Và tìm ra bạn thực sự là ai. Hãy luôn đi theo ánh sáng. |

## Hai phần tiếp theo của Balto
Hai phần phim hoạt hình tiếp theo của "Balto" được Universal Cartoon Studios phát hành dưới dạng DVD. Phần 2 "Wolf Quest" (Sứ mệnh Sói) phát hành năm 2002 trên các kênh truyền hình của Sinclair Broadcast Group, một công ty viễn thông có độ phủ sóng rộng nhất trên các đài truyền hình địa phương Hoa Kỳ. Phần 2 kể về đàn chó con của Balto và Jenna, nhân vật chính là Aleu với hành trình khám phá dòng máu sói trong huyết quản cô bé.
Phần 3 "Wings of Change" (Đôi cánh của sự đổi thay) phát hành năm 2004. Cốt truyện vẫn là về hậu duệ của Balto nhưng lần này, nhân vật chính là Kodi, một trong những đứa con trai của Balto.
Cả hai phần phim đều là hư cấu, không hề dựa trên sự thật lịch sử nào về chú chó Balto.

## Sự khác biệt giữa phim và lịch sử
Trong phim "Balto", thị trấn Nome chỉ cử một đội chó kéo xe đầu tiên và duy nhất đi chuyển thuốc về. Trong lịch sử, nhiều đội chó kéo xe đã luân phiên nhau chuyển kháng sinh về thị trấn. Balto chỉ là thủ lĩnh của đội chó kéo xe cuối cùng trên chặng đường vận chuyển thuốc. Chặng đường dài nhất, nguy hiểm nhất được vượt qua bởi đội chó kéo xe của con chó đầu đàn có tên Togo. Thực ra, tạo hình của Balto trong phim dựa trên hình mẫu Togo ngoài đời, còn chú chó Balto thật là giống Husky lông đen, không phải là chó lai sói lông xám.
Trong phim, Balto và những chú chó kéo xe đã tự xoay xở để chuyển thuốc đến nơi an toàn, trong khi người đánh xe (musher) bị ngất xỉu suốt quãng đường về. Trên thực tế, điều này hoàn toàn không có thật.
Trong lịch sử, Balto không phải là một chú chó lang thang như phim đã miêu tả. Từ khi sinh ra, Balto đã là thú nuôi của người đánh xe nổi tiếng Leonhard Seppala (người này cũng là chủ của chú chó Togo ở trên). Leonhard đã đào tạo Balto thành chó dẫn đầu đoàn kéo xe. Trong chặng đường chuyển kháng sinh về Nome, Leonhard Seppala là người kéo xe của đội do Togo cầm đầu. Đội cuối cùng của Balto được dẫn dắt bởi Gunnar Kaasen, nhân viên của Leonhard.